# Gonimbrasia conradsi
Gonimbrasia conradsi är en fjärilsart som beskrevs av Hans Rebel 1905. Gonimbrasia conradsi ingår i släktet Gonimbrasia och familjen påfågelsspinnare. Inga underarter finns listade i Catalogue of Life.